# Liste d'athlètes olympiques ou paralympiques devenus parlementaires
De nombreux athlètes ayant participé aux Jeux olympiques, et quelques athlètes des Jeux paralympiques, sont devenus par la suite membres du parlement de leur pays. Quelques-uns étaient déjà parlementaires au moment de leur participation aux Jeux. Cette liste recense ces athlètes, alphabétiquement par pays.
Chronologiquement le premier est Pantelís Karasevdás, qui concourt au tir sportif aux Jeux olympiques de 1896 (les premiers Jeux de l'ère moderne) à Athènes avant d'être élu député au Parlement grec en 1910.
Parmi les athlètes olympiques devenus parlementaires, Tarō Asō, tireur sportif aux Jeux olympiques d'été de 1976 à Montréal, sera brièvement Premier ministre du Japon dans les années 2000, tandis que Marcus Stephen, haltérophile à trois éditions des Jeux olympiques à la fin du 20e siècle, deviendra président de la République de Nauru.
Le plus titré aux Jeux olympiques est le Finlandais Lasse Virén, quadruple champion olympique de course de fond dans les années 1970 puis entré au Parlement de Finlande en 1993. Parmi les athlètes paralympiques, la Canadienne Chantal Petitclerc est quatorze fois championne paralympique d'athlétisme entre 1996 et 2008 avant d'être nommé sénatrice en 2016.

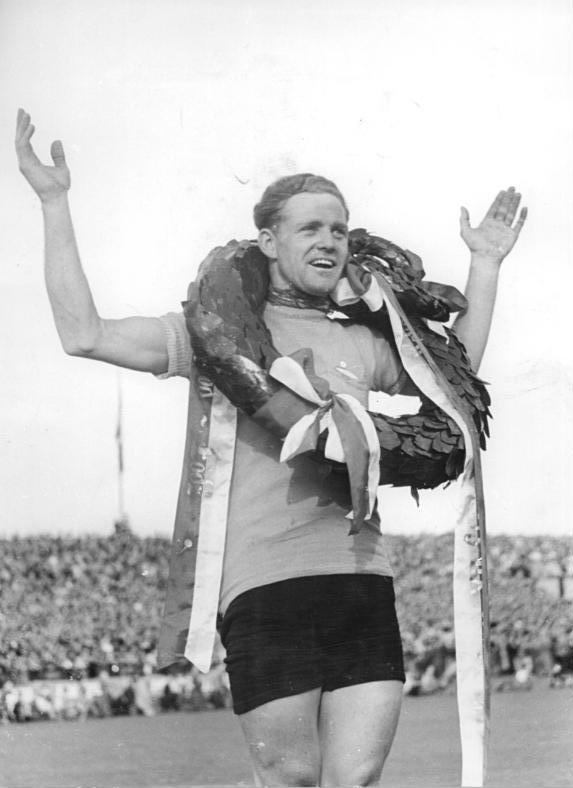
Gustav-Adolf Schur, star du cyclisme est-allemand et médaillé d'argent olympique, est élu à la Chambre du peuple d'Allemagne de l'Est puis au Bundestag de l'Allemagne réunifiée.

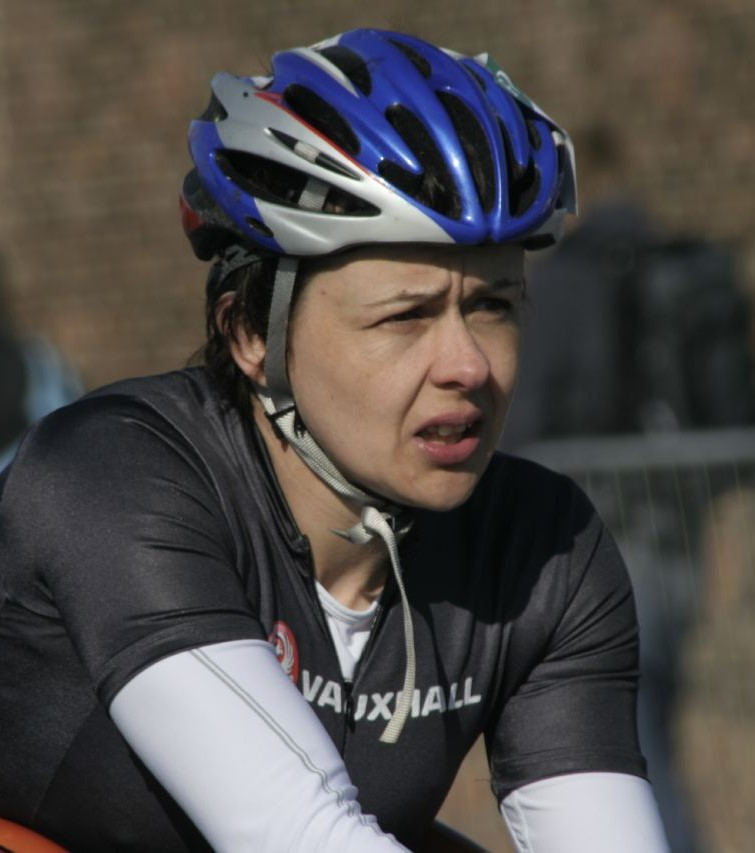
Tanni Grey-Thompson, onze fois championne paralympique d'athlétisme, est faite membre de la Chambre des lords au Royaume-Uni.

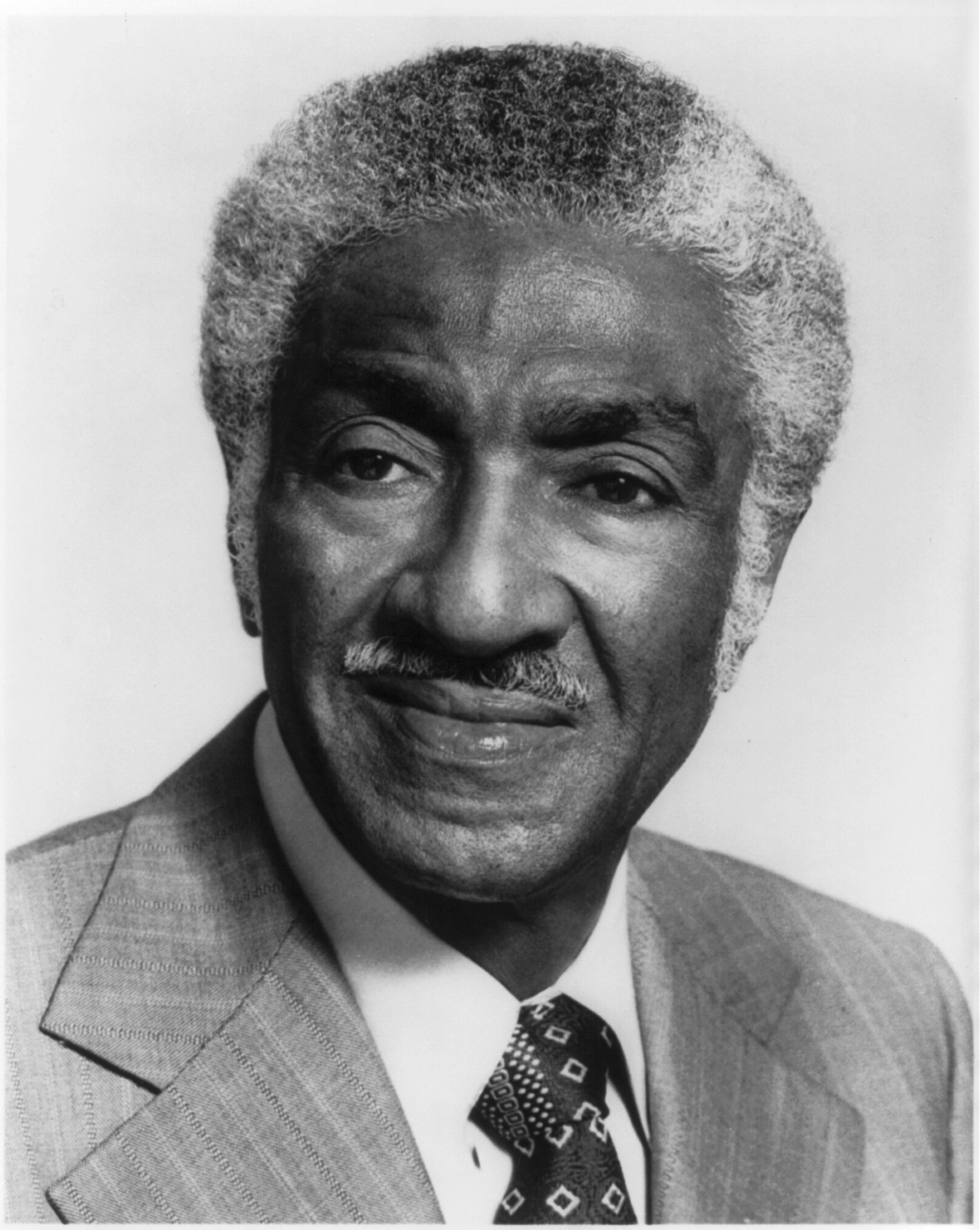
Ralph Metcalfe, médaillé d'or et d'argent en athlétisme aux Jeux olympiques de 1936 à Berlin, est élu à la Chambre des représentants des États-Unis.

## Allemagne
| Nom                | Nom | Nationalité sportive                             | Parti | Parti                                                                                                 | Participation aux Jeux | Mandats parlementaires                                                                                  | Remarques |
| ------------------ | --- | ------------------------------------------------ | ----- | --- | --- | --- | --------- |
| Friedel Schirmer   |     | Allemagne de l'Ouest                             |       | Parti social-démocrate d'Allemagne                                                                    | Athlétisme aux Jeux olympiques d'été de 1952 à Helsinki : * 8e au décathlon | Député au Bundestag de 1969 à 1983.                                                                     |           |
| Gustav-Adolf Schur |     | Allemagne de l'Est et Équipe unifiée d'Allemagne |       | Parti socialiste unifié d'Allemagne (Allemagne de l'Est) Parti du socialisme démocratique (Allemagne) | Cyclisme aux Jeux olympiques d'été de 1956 à Melbourne : * 5e à la course en ligne individuelle * Médaille de bronze à la course par équipe Cyclisme aux Jeux olympiques d'été de 1960 à Rome : * 23e à la course en ligne individuelle * Médaille d'argent au 100 km contre-la-montre par équipe | Député à la Chambre du peuple (Allemagne de l'Est) de 1958 à 1990 ; député au Bundestag de 1998 à 2002. |           |
| Ruth Fuchs         |     | Allemagne de l'Est                               |       | Parti du socialisme démocratique                                                                      | Athlétisme aux Jeux olympiques d'été de 1972 à Munich : * Médaille d'or au lancer de javelot Athlétisme aux Jeux olympiques d'été de 1976 à Montréal : * Médaille d'or au lancer de javelot Athlétisme aux Jeux olympiques d'été de 1980 à Moscou : * 8e au lancer de javelot | Députée à la Chambre du peuple (Allemagne de l'Est) en 1990 ; députée au Bundestag de 1992 à 2002.      |           |
| Eberhard Gienger   |     | Allemagne de l'Ouest                             |       | Union chrétienne-démocrate                                                                            | Gymnastique aux Jeux olympiques d'été de 1972 à Munich : * 14e au concours général individuel * 5e au concours par équipe * 33e au sol * 30e au saut * 6e aux barres parallèles * 8e à la barre fixe * 26e aux anneaux * 69e au cheval d'arçons Gymnastique aux Jeux olympiques d'été de 1976 à Montréal : * 16e au concours général individuel * 5e au concours par équipe * 16e au sol * 19e au saut * 38e aux barres parallèles * Médaille de bronze à la barre fixe * 16e aux anneaux * 9e au cheval d'arçons | Député au Bundestag depuis 2002.                                                                        |           |
| Ilona Slupianek    |     | Allemagne de l'Est                               |       | Jeunesse libre allemande                                                                              | Athlétisme aux Jeux olympiques d'été de 1976 à Montréal : * 5e au lancer de poids Athlétisme aux Jeux olympiques d'été de 1980 à Moscou : * Médaille d'or au lancer de poids | Députée à la Chambre du peuple de 1976 à 1986.                                                          |           |
| Heike Drechsler    |     | Allemagne de l'Est puis Allemagne                |       | Jeunesse libre allemande                                                                              | Athlétisme aux Jeux olympiques d'été de 1988 à Séoul : * Médaille de bronze au 100 m * Médaille de bronze au 200 m * Médaille d'argent au saut en longueur Athlétisme aux Jeux olympiques d'été de 1992 à Barcelone : * Médaille d'or au saut en longueur Athlétisme aux Jeux olympiques d'été de 2000 à Sydney : * Médaille d'or au saut en longueur | Députée à la Chambre du peuple de 1986 à 1990.                                                          |           |

## Angola
| Nom                | Nom | Nationalité sportive | Parti | Parti                                         | Participation aux Jeux                                            | Mandats parlementaires                      | Remarques |
| ------------------ | --- | -------------------- | ----- | --------------------------------------------- | ----------------------------------------------------------------- | ------------------------------------------- | --------- |
| Palmira de Almeida |     | Angola               |       | Mouvement populaire de libération de l'Angola | Handball aux Jeux olympiques d'été de 1996 à Atlanta : * 7e place | Députée à l'Assemblée nationale de 2008 à ? |           |

## Australie
| Nom                 | Nom | Nationalité sportive | Parti | Parti                     | Participation aux Jeux | Mandats parlementaires                                            | Remarques                                                                                                |
| ------------------- | --- | -------------------- | ----- | ------------------------- | --- | ----------------------------------------------------------------- | --- |
| Wilfrid Kent Hughes |     | Australie            |       | Parti libéral d'Australie | Athlétisme aux Jeux olympiques de 1920 à Anvers : * éliminé aux séries au 110 m haies * éliminé aux séries au 400 m haies | Député à la Chambre des représentants d'Australie de 1949 à 1970. | Ministre de l'Intérieur de l'Australie de 1951 à 1956. Vice-Premier ministre du Victoria de 1948 à 1949. |

## Autriche
| Nom          | Nom | Nationalité sportive | Parti | Parti                      | Participation aux Jeux                                                                                               | Mandats parlementaires                      | Remarques |
| ------------ | --- | -------------------- | ----- | -------------------------- | --- | ------------------------------------------- | --------- |
| Ingrid Wendl |     | Autriche             |       | Parti populaire autrichien | Patinage artistique aux Jeux olympiques d'hiver de 1956 à Cortina d'Ampezzo : * Médaille de bronze au concours dames | Députée au Conseil national de 2002 à 2006. |           |

## Belgique
| Nom                | Nom | Nationalité sportive | Parti | Parti          | Participation aux Jeux | Mandats parlementaires                                                                             | Remarques |
| ------------------ | --- | -------------------- | ----- | -------------- | --- | -------------------------------------------------------------------------------------------------- | --- |
| Victor de Laveleye |     | Belgique             |       | Parti libéral  | Tennis aux Jeux olympiques d'été de 1920 à Anvers : * 17e en simple * 17e en doubles Tennis aux Jeux olympiques d'été de 1924 à Paris : * 33e en simple * 16e en doubles Hockey sur gazon aux Jeux olympiques d'été de 1928 à Amsterdam : * 4e (Victor de Laveleye est remplaçant.) | Député à la Chambre des représentants de 1939 à 1945 (en exil durant l'Occupation de la Belgique). | Ministre de la Justice en 1937. Animateur attitré de Radio Belgique depuis Londres durant l'Occupation. Initiateur de la Campagne des V. Ministre de l'Instruction publique de 1944 à 1945. |
| Ulla Werbrouck     |     | Belgique             |       | Liste Dedecker | Judo aux Jeux olympiques d'été de 1992 à Barcelone : * 9e place en moins de 72 kg Judo aux Jeux olympiques d'été de 1996 à Atlanta : * Médaille d'or en moins de 72 kg Judo aux Jeux olympiques d'été de 2000 à Sydney : * 5e place en moins de 70 kg                               | Députée à la Chambre des représentants de 2007 à 2009.                                             | |

## Biélorussie
| Nom                   | Nom | Nationalité sportive | Parti | Parti                                                                 | Participation aux Jeux | Mandats parlementaires                                                | Remarques                                                                                      |
| --------------------- | --- | -------------------- | ----- | --------------------------------------------------------------------- | --- | --------------------------------------------------------------------- | ---------------------------------------------------------------------------------------------- |
| Vladimir Parfenovitch |     | URSS                 |       | Respoublika (groupe parlementaire d'élus d'opposition sans étiquette) | Canoë-kayak aux Jeux olympiques d'été de 1980 à Moscou : * Médaille d'or au 500 mètres kayak monoplace * Médaille d'or au 500 mètres kayak biplace * Médaille d'or au 1 000 mètres kayak biplace | Membre de la Chambre des représentants de Biélorussie de 2000 à 2004. | Sa candidature aux élections législatives biélorusses de 2004 est interdite par les autorités. |

## Canada
| Nom                | Nom | Nationalité sportive | Parti | Parti                           | Participation aux Jeux | Mandats parlementaires                                                        | Remarques                                                              |
| ------------------ | --- | -------------------- | ----- | ------------------------------- | --- | ----------------------------------------------------------------------------- | ---------------------------------------------------------------------- |
| Hugh Plaxton       |     | Canada               |       | Parti libéral                   | Hockey sur glace aux Jeux olympiques d'hiver de 1928 à Saint-Moritz : * Médaille d'or | Député à la Chambre des communes du Canada de 1935 à 1940.                    |                                                                        |
| Joe Sullivan       |     | Canada               |       | Parti progressiste-conservateur | Hockey sur glace aux Jeux olympiques d'hiver de 1928 à Saint-Moritz : * Médaille d'or | Membre du Sénat du Canada de 1957 à 1985.                                     |                                                                        |
| James Bowman       |     | Canada               |       | Parti conservateur              | Curling aux Jeux olympiques d'hiver de 1932 à Lake Placid : * 1er (pas de médaille octroyée - sport de démonstration) | Député à la Chambre des communes du Canada de 1930 à 1935.                    | Président de la Chambre des communes du Canada en 1935.                |
| William Burns      |     | Canada               |       | Parti conservateur              | Curling aux Jeux olympiques d'hiver de 1932 à Lake Placid : * 1er (pas de médaille octroyée - sport de démonstration) | Député à la Chambre des communes du Canada de 1930 à 1935.                    | Maire de Portage la Prairie de 1921 à 1930.                            |
| David Anderson     |     | Canada               |       | Parti libéral                   | Aviron aux Jeux olympiques d'été de 1960 à Rome : * Médaille d'argent à l'épreuve de huit | Député à la Chambre des communes du Canada de 1968 à 1972, et de 1993 à 2006. | Ministre de l'Environnement de 1999 à 2004.                            |
| Nancy Greene       |     | Canada               |       | Parti conservateur              | Ski alpin aux Jeux olympiques d'hiver de 1960 à Squaw Valley : * 22e en descente * 26e en slalom géant * 31e en slalom Ski alpin aux Jeux olympiques d'hiver de 1964 à Innsbruck : * 7e en descente * 16e en slalom géant * 15e en slalom Ski alpin aux Jeux olympiques d'hiver de 1968 à Grenoble : * 10e en descente * Médaille d'or en slalom géant * Médaille d'argent en slalom | Membre du Sénat du Canada depuis 2008.                                        |                                                                        |
| Carla Qualtrough   |     | Canada               |       | Parti libéral                   | Natation aux Jeux paralympiques d'été de 1988 à Séoul : * 6e au 50 m nage libre * 4e au 200 m medley individuel * Médaille de bronze au relai 4x100 m medley * 5e au 200 m brasse * 4e au 100 m brasse * 4e au 50 m brasse * 6e au 100 m nage libre Natation aux Jeux paralympiques d'été de 1992 à Barcelone : * Médaille de bronze au relai 4x100 m nage libre * Médaille de bronze au relai 4x100 m medley * 8e au 100 m papillon * 4e au 100 m brasse | Députée à la Chambre des communes depuis 2015.                                | Ministre des Sports de 2015 à 2017 ; ministre de l'Emploi depuis 2019. |
| Chantal Petitclerc |     | Canada               |       | indépendante                    | Athlétisme aux Jeux paralympiques d'été de 1992 à Barcelone : * 6e sur 1 500 m * Médaille de bronze sur 800 m * 4e sur 400 m * Médaille de bronze sur 200 m Athlétisme aux Jeux paralympiques d'été de 1996 à Atlanta : * abandon au marathon * Médaille d'argent sur 1 500 m * Médaille d'argent sur 800 m * Médaille d'argent sur 400 m * Médaille d'or sur 200 m * Médaille d'or sur 100 m Athlétisme aux Jeux paralympiques d'été de 2000 à Sydney : * 5e sur 1 500 m * Médaille d'or sur 800 m * Médaille d'argent sur 400 m * Médaille d'or sur 200 m * Médaille d'argent sur 100 m Athlétisme aux Jeux paralympiques d'été de 2004 à Athènes : * Médaille d'or sur 1 500 m * Médaille d'or sur 800 m * Médaille d'or sur 400 m * Médaille d'or sur 200 m * Médaille d'or Médaille d'argent sur 100 m Athlétisme aux Jeux paralympiques d'été de 2008 à Pékin : * Médaille d'or sur 1 500 m * Médaille d'or sur 800 m * Médaille d'or sur 400 m * Médaille d'or sur 200 m * Médaille d'or Médaille d'argent sur 100 m | Membre du Sénat du Canada depuis 2016.                                        |                                                                        |
| Peter Fonseca      |     | Canada               |       | Parti libéral                   | Athlétisme aux Jeux olympiques d'été de 1996 à Atlanta : * 21e au marathon | Député à la Chambre des communes depuis 2015.                                 |                                                                        |
| Adam van Koeverden |     | Canada               |       | Parti libéral                   | Canoë-kayak aux Jeux olympiques d'été de 2004 à Athènes : * Médaille d'or au 500m kayak monoplace * Médaille de bronze au 1 000 m kayak monoplace Canoë-kayak aux Jeux olympiques d'été de 2008 à Pékin : * Médaille d'argent au 500m kayak monoplace * 8e au 1 000 m kayak monoplace Canoë-kayak aux Jeux olympiques d'été de 2012 à Londres : * Médaille d'argent au 1 000 m kayak monoplace Canoë-kayak aux Jeux olympiques d'été de 2016 à Rio de Janeiro : * 9e au 1 000 m kayak monoplace | Député à la Chambre des communes depuis 2019.                                 |                                                                        |

## Corée du Nord
| Nom         | Nom | Nationalité sportive | Parti | Parti                     | Participation aux Jeux                                                                               | Mandats parlementaires                                  | Remarques |
| ----------- | --- | -------------------- | ----- | ------------------------- | --- | ------------------------------------------------------- | --------- |
| Han Pil-hwa |     | Corée (RDP)          |       | Parti du travail de Corée | Patinage de vitesse aux Jeux olympiques d'hiver de 1964 à Innsbruck : * Médaille d'argent au 3 000 m | Députée à l'Assemblée populaire suprême de 1998 à 2003. |           |

## Croatie
| Nom          | Nom | Nationalité sportive | Parti | Parti                     | Participation aux Jeux | Mandats parlementaires                         | Remarques |
| ------------ | --- | -------------------- | ----- | ------------------------- | --- | ---------------------------------------------- | --------- |
| Perica Bukić |     | Yougoslavie, Croatie |       | Union démocratique croate | Water-polo aux Jeux olympiques d'été de 1984 à Los Angeles : * Médaille d'or Water-polo aux Jeux olympiques d'été de 1988 à Séoul : * Médaille d'or Water-polo aux Jeux olympiques d'été de 1992 à Los Angeles : * Médaille d'argent | Membre du Parlement de Croatie de 2003 à 2008. |           |

## Danemark
| Nom           | Nom | Nationalité sportive | Parti | Parti             | Participation aux Jeux | Mandats parlementaires              | Remarques |
| ------------- | --- | -------------------- | ----- | ----------------- | --- | ----------------------------------- | --------- |
| Joachim Olsen |     | Danemark             |       | Alliance libérale | Athlétisme aux Jeux olympiques de 2000 à Sydney : * éliminé aux séries au lancer de poids Athlétisme aux Jeux olympiques de 2004 à Athènes : * Médaille d'argent au lancer de poids Athlétisme aux Jeux olympiques de 2008 à Pékin : * éliminé aux séries au lancer de poids | Député au Folketing de 2011 à 2019. |           |

## Espagne
| Nom                | Nom | Nationalité sportive | Parti | Parti         | Participation aux Jeux                                                                                          | Mandats parlementaires                                          | Remarques |
| ------------------ | --- | -------------------- | ----- | ------------- | --- | --------------------------------------------------------------- | --- |
| Álvaro de Figueroa |     | Espagne              |       | Parti libéral | Polo aux Jeux olympiques de 1920 à Anvers : * Médaille d'argent Polo aux Jeux olympiques de 1924 à Paris : * 4e | Membre du Congrès des députés de 1916 à 1923 et de 1936 à 1939. | Fils d'Álvaro de Figueroa, comte de Romanones, président du Conseil des ministres à trois reprises dans les années 1910. |

## Estonie
| Nom                | Nom | Nationalité sportive | Parti | Parti                             | Participation aux Jeux | Mandats parlementaires                                                                             | Remarques |
| ------------------ | --- | -------------------- | ----- | --------------------------------- | --- | -------------------------------------------------------------------------------------------------- | --- |
| Harald Tammer (en) |     | Estonie              |       | inconnu                           | Athlétisme aux Jeux olympiques d'été de 1920 à Anvers : * 6e au lancer de poids Athlétisme aux Jeux olympiques d'été de 1924 à Paris : * 12e au lancer de poids Haltérophilie aux Jeux olympiques d'été de 1924 à Paris : * Médaille de bronze, catégorie poids lourds | Membre du Conseil national (Riiginõukogu), chambre haute de l'Assemblée nationale, de 1937 à 1940. | Accusé par l'occupant soviétique d'être un espion pour les Forces de défense estoniennes, il est déporté au goulag près de Semionov en Russie, et y meurt en 1942. |
| Jaan Talts         |     | URSS                 |       | Parti de la réforme d'Estonie     | Haltérophilie aux Jeux olympiques d'été de 1968 à Mexico : * Médaille d'argent en catégorie - de 90 kg Haltérophilie aux Jeux olympiques d'été de 1972 à Munich : * Médaille d'or en catégorie - de 110 kg | Membre du Riigikogu de 1995 à 1996.                                                                | |
| Jüri Tamm          |     | URSS puis Estonie    |       | Parti social-démocrate            | Athlétisme aux Jeux olympiques d'été de 1980 à Moscou : * Médaille de bronze au lancer du marteau Athlétisme aux Jeux olympiques d'été de 1988 à Séoul : * Médaille de bronze au lancer du marteau Athlétisme aux Jeux olympiques d'été de 1992 à Barcelone : * 5e au lancer du marteau Athlétisme aux Jeux olympiques d'été de 1996 à Atlanta : * éliminée aux séries au lancer du marteau | Membre du Riigikogu de 1999 à 2003.                                                                | |
| Erki Nool          |     | Estonie              |       | Union de la patrie et Res Publica | Athlétisme aux Jeux olympiques d'été de 1992 à Barcelone : * abandon au décathlon Athlétisme aux Jeux olympiques d'été de 1996 à Atlanta : * 6e au décathlon Athlétisme aux Jeux olympiques d'été de 2000 à Sydney : * Médaille d'or au décathlon Athlétisme aux Jeux olympiques d'été de 2004 à Athènes : * 8e au décathlon                                                                | Membre du Riigikogu de 2007 à 2015.                                                                | |

## États-Unis
| Nom              | Nom | Nationalité sportive | Parti | Parti             | Participation aux Jeux | Mandats parlementaires                                                | Remarques                               |
| ---------------- | --- | -------------------- | ----- | ----------------- | --- | --------------------------------------------------------------------- | --------------------------------------- |
| Ralph Metcalfe   |     | États-Unis           |       | Parti démocrate   | Athlétisme aux Jeux olympiques d'été de 1932 à Los Angeles : * Médaille d'argent au 100 m * Médaille de bronze au 200 m Athlétisme aux Jeux olympiques d'été de 1936 à Berlin : * Médaille d'argent au 100 m * Médaille d'or au relai 4x100 m                             | Membre de la Chambre des représentants des États-Unis de 1971 à 1978. |                                         |
| Bob Mathias      |     | États-Unis           |       | Parti républicain | Athlétisme aux Jeux olympiques d'été de 1948 à Londres : * Médaille d'or au décathlon Athlétisme aux Jeux olympiques d'été de 1952 à Helsinki : * Médaille d'or au décathlon                                                                                              | Membre de la Chambre des représentants des États-Unis de 1967 à 1975. |                                         |
| Wendell Anderson |     | États-Unis           |       | Parti démocrate   | Hockey sur glace aux Jeux olympiques d'hiver de 1956 à Cortina d'Ampezzo : * Médaille d'argent | Membre du Sénat des États-Unis de 1976 à 1978.                        | Gouverneur du Minnesota de 1971 à 1976. |
| Bill Bradley     |     | États-Unis           |       | Parti démocrate   | Basket-ball aux Jeux olympiques d'été de 1964 à Tokyo : * Médaille d'or | Membre du Sénat des États-Unis de 1979 à 1997.                        |                                         |
| Ben Campbell     |     | États-Unis           |       | Parti républicain | Judo aux Jeux olympiques d'été de 1964 à Tokyo : * 6e, catégorie ouverte | Membre du Sénat des États-Unis de 1993 à 2005.                        |                                         |
| Jim Ryun         |     | États-Unis           |       | Parti républicain | Athlétisme aux Jeux olympiques d'été de 1964 à Tokyo : * éliminé en demi-finale au 1 500 m Athlétisme aux Jeux olympiques d'été de 1968 à Mexico : * Médaille d'argent au 1 500 m Athlétisme aux Jeux olympiques d'été de 1972 à Munich : * éliminé aux séries au 1 500 m | Membre de la Chambre des représentants des États-Unis de 1996 à 2007. |                                         |
| Tom McMillen     |     | États-Unis           |       | Parti démocrate   | Basket-ball aux Jeux olympiques d'été de 1972 à Munich : * Médaille d'argent | Membre de la Chambre des représentants des États-Unis de 1987 à 1993. |                                         |

## Fidji
| Nom           | Nom | Nationalité sportive | Parti | Parti         | Participation aux Jeux                                                                         | Mandats parlementaires                        | Remarques |
| ------------- | --- | -------------------- | ----- | ------------- | ---------------------------------------------------------------------------------------------- | --------------------------------------------- | --------- |
| Iliesa Delana |     | Fidji                |       | Fidji d'abord | Athlétisme aux Jeux paralympiques d'été de 2012 à Londres : * Médaille d'or au saut en hauteur | Membre du Parlement des Fidji de 2014 à 2018. |           |

## Finlande
| Nom              | Nom | Nationalité sportive | Parti | Parti                                   | Participation aux Jeux | Mandats parlementaires                                                                          | Remarques |
| ---------------- | --- | -------------------- | ----- | --------------------------------------- | --- | ----------------------------------------------------------------------------------------------- | --------- |
| Heikki Hasu      |     | Finlande             |       | Parti du centre                         | Ski de fond aux Jeux olympiques d'hiver de 1948 à Saint-Moritz : * 4e sur 18 km Combiné nordique aux Jeux olympiques d'hiver de 1948 à Saint-Moritz : * Médaille d'or Ski de fond aux Jeux olympiques d'hiver de 1952 à Oslo : * 4e sur 18 km * Médaille d'or au relais 4x10 km Combiné nordique aux Jeux olympiques d'hiver de 1952 à Oslo : * Médaille d'argent | Député à l'Eduskunta de 1962 à 1966 et de 1967 à 1970.                                          |           |
| Kelpo Gröndahl   |     | Finlande             |       | Ligue démocratique du peuple finlandais | Lutte aux Jeux olympiques d'été de 1948 à Londres : * Médaille d'argent en lutte gréco-romaine, poids mi-lourds Lutte aux Jeux olympiques d'été de 1952 à Helsinki : * Médaille d'or en lutte gréco-romaine, poids mi-lourds | Député à l'Eduskunta de 1962 à 1970.                                                            |           |
| Arto Tiainen     |     | Finlande             |       | Parti social-démocrate de Finlande      | Ski de fond aux Jeux olympiques d'hiver de 1956 à Cortina d'Ampezzo : * 26e au 15 km Ski de fond aux Jeux olympiques d'hiver de 1960 à Squaw Valley : * 18e au 30 km Ski de fond aux Jeux olympiques d'hiver de 1964 à Innsbruck : * 13e au 30 km * Médaille de bronze au 50 km * Médaille d'argent au relais 4x10 km Ski de fond aux Jeux olympiques d'hiver de 1968 à Grenoble : * 16e au 30 km | Député à l'Eduskunta du 22 janvier au 22 mars 1970.                                             |           |
| Juha Mieto       |     | Finlande             |       | Parti du centre                         | Ski de fond aux Jeux olympiques d'hiver de 1972 à Sapporo : * 4e au 15 km * 5e au relais 4x10 km Ski de fond aux Jeux olympiques d'hiver de 1976 à Innsbruck : * 10e au 15 km * 4e au 30 km * 34e au 50 km * Médaille d'or au relais 4x10 km Ski de fond aux Jeux olympiques d'hiver de 1980 à Lake Placid : * Médaille d'argent au 15 km * 7e au 30 km * Médaille d'argent au 50 km * Médaille de bronze au relais 4x10 km Ski de fond aux Jeux olympiques d'hiver de 1984 à Sarajevo : * 4e au 15 km * 8e au 30 km * 10e au 50 km * Médaille de bronze au relais 4x10 km | Député à l'Eduskunta de 2007 à 2011.                                                            |           |
| Lasse Virén      |     | Finlande             |       | Parti de la coalition nationale         | Athlétisme aux Jeux olympiques d'été de 1972 à Munich : * Médaille d'or au 5 000 m * Médaille d'or au 10 000 m Athlétisme aux Jeux olympiques d'été de 1976 à Montréal : * Médaille d'or au 5 000 m * Médaille d'or au 10 000 m * 5e au marathon Athlétisme aux Jeux olympiques d'été de 1980 à Moscou : * 5e au 10 000 m * abandon au marathon | Député à l'Eduskunta de 1993 à 2007 et de 2010 à 2011.                                          |           |
| Marjo Matikainen |     | Finlande             |       | Parti de la coalition nationale         | Ski de fond aux Jeux olympiques d'hiver de 1984 à Sarajevo : * 22e sur 5 km * Médaille de bronze au relais 4x5 km Ski de fond aux Jeux olympiques d'hiver de 1988 à Calgary : * Médaille d'or sur 5 km * 12e sur 20 km * Médaille de bronze au relais 4x5 km | Membre du Parlement européen de 1996 à 2004. Députée à l'Eduskunta en 2003 puis de 2004 à 2015. |           |
| Veera Liukkonen  |     | Finlande             |       | Vrais Finlandais                        | Taekwondo aux Jeux olympiques d'été de 2000 à Sydney : * éliminée au premier tour, catégorie poids lourds | Député à l'Eduskunta de 2015 à 2019.                                                            |           |
| Sari Essayah     |     | Finlande             |       | Chrétiens-démocrates                    | Athlétisme aux Jeux olympiques d'été de 1992 à Barcelone : * 4e au 10 km marche Athlétisme aux Jeux olympiques d'été de 1996 à Atlanta : * 16e au 10 km marche | Membre du Parlement européen de 2009 à 2014. Députée à l'Eduskunta depuis 2015.                 |           |

## France
| Nom                       | Nom | Nationalité sportive | Parti | Parti                                  | Participation aux Jeux | Mandats parlementaires                                             | Remarques                                             |
| ------------------------- | --- | -------------------- | ----- | -------------------------------------- | --- | ------------------------------------------------------------------ | ----------------------------------------------------- |
| Robert Fournier-Sarlovèze |     | France               |       | Fédération républicaine                | Polo aux Jeux olympiques de 1900 à Paris : * Médaille de bronze, pour l'équipe mixte franco-britannique. | Membre de la Chambre des députés de 1910 à 1914 et de 1919 à 1932. |                                                       |
| Daniel Mérillon           |     | France               |       | Union républicaine                     | Gymnastique aux Jeux olympiques de 1900 à Paris : * 2e à l'épreuve de gymnastique artistique (pas de médaille octroyée) Tir aux Jeux olympiques de 1908 à Londres : * 38e au 1 000 yards carabine libre * 4e à la carabine par équipe Tir aux Jeux olympiques de 1912 à Stockholm : * 78e à la carabine à 300 m, trois positions * 64e à la carabine libre à 600 m.                                                                          | Membre de la Chambre des députés de 1885 à 1889.                   |                                                       |
| Jean de Beaumont          |     | France               |       | sans étiquette                         | Tir aux Jeux olympiques d'été de 1924 à Paris : * 11e au tir aux pigeons d'argile par équipe Skeleton aux Jeux olympiques d'hiver de 1928 à Saint-Moritz : * absent au départ | Membre de la Chambre des députés de 1936 à 1940.                   |                                                       |
| Claude Martin             |     | France               |       | Union pour la défense de la République | Aviron aux Jeux olympiques d'été de 1952 à Helsinki : * Demi-finaliste au quatre avec barreur Aviron aux Jeux olympiques d'été de 1960 à Rome : * Médaille d'argent au quatre avec barreur | Député à l'Assemblée nationale de 1968 à 1973 et de 1978 à 1981.   |                                                       |
| Alain Calmat              |     | France               |       | Parti socialiste                       | Patinage artistique aux Jeux olympiques d'hiver de 1956 à Cortina d'Ampezzo : * 9e du concours messieurs Patinage artistique aux Jeux olympiques d'hiver de 1960 à Squaw Valley : * 6e du concours messieurs Patinage artistique aux Jeux olympiques d'hiver de 1964 à Innsbruck : * Médaille d'argent du concours messieurs | Député à l'Assemblée nationale de 1986 à 1993 et de 1997 à 2002.   | Ministre de la Jeunesse et des Sports de 1984 à 1986. |
| Guy Drut                  |     | France               |       | Rassemblement pour la République       | Athlétisme aux Jeux olympiques d'été de 1972 à Munich : * au 110 m haies Athlétisme aux Jeux olympiques d'été de 1976 à Montréal : * Médaille d'or au 110 m haies | Député à l'Assemblée nationale de 1986 à 1995 et de 1997 à 2007.   | Ministre de la Jeunesse et des Sports de 1995 à 1997. |
| Jean-François Lamour      |     | France               |       | UMP                                    | Escrime aux Jeux olympiques d'été de 1980 à Moscou : * 2ème tour de groupe Escrime aux Jeux olympiques d'été de 1984 à Los Angeles * Médaille d'or au sabre individuel * Médaille d'argent au sabre par équipe Escrime aux Jeux olympiques d'été de 1988 à Séoul * Médaille d'or au sabre individuel Escrime aux Jeux olympiques d'été de 1992 à Barcelone * Médaille de bronze au sabre individuel * Médaille de bronze au sabre par équipe | Député à l'Assemblée nationale de 1997 à 2007.                     | Ministre de la Jeunesse et des Sports de 2002 à 2007. |
| David Douillet            |     | France               |       | Union pour un mouvement populaire      | Judo aux Jeux olympiques d'été de 1992 à Barcelone : * Médaille de bronze, catégorie poids lourd Judo aux Jeux olympiques d'été de 1996 à Atlanta : * Médaille d'or, catégorie poids lourd Judo aux Jeux olympiques d'été de 2000 à Sydney : * Médaille d'or, catégorie poids lourd | Député à l'Assemblée nationale de 2009 à 2011 et de 2012 à 2017.   | Ministre des Sports de 2011 à 2012.                   |

## Géorgie
| Nom           | Nom | Nationalité sportive                 | Parti | Parti            | Participation aux Jeux | Mandats parlementaires                         | Remarques |
| ------------- | --- | ------------------------------------ | ----- | ---------------- | --- | ---------------------------------------------- | --------- |
| Roman Rurua   |     | URSS                                 |       | Géorgie sportive | Lutte aux Jeux olympiques d'été de 1964 à Tokyo : * Médaille d'argent en lutte gréco-romaine, catégorie poids plume Lutte aux Jeux olympiques d'été de 1968 à Mexico : * Médaille d'or en lutte gréco-romaine, catégorie poids plume                                                                                    | Député au Parlement de Géorgie de 1999 à 2003. |           |
| Leri Khabelov |     | URSS puis Équipe unifiée puis Russie |       | Rêve géorgien    | Lutte aux Jeux olympiques d'été de 1988 à Séoul : * Médaille d'argent en lutte libre, catégorie poids lourd Lutte aux Jeux olympiques d'été de 1992 à Barcelone : * Médaille d'or en lutte libre, catégorie poids lourd Lutte aux Jeux olympiques d'été de 1996 à Atlanta : * 14e en lutte libre, catégorie poids lourd | Député au Parlement de Géorgie depuis 2012.    |           |

## Grèce
| Nom                 | Nom          | Nationalité sportive | Parti | Parti                           | Participation aux Jeux | Mandats parlementaires                                                                                | Remarques |
| ------------------- | ------------ | -------------------- | ----- | ------------------------------- | --- | --- | --- |
| Pantelís Karasevdás |              | Grèce                |       | Parti libéral                   | Tir aux Jeux olympiques d'été de 1896 à Athènes : * abandon au pistolet d'ordonnance à 25 m * 5e à la carabine d'ordonnance à 300 m * Médaille d'or à la carabine d'ordonnance à 200 m                                | Député au Parlement grec de 1910 à 1915.                                                              | |
| Grigóris Lambrákis  |              | Grèce                |       | Union de la gauche démocratique | Athlétisme aux Jeux olympiques d'été de 1936 à Berlin : * éliminé au premier tour au saut en longueur * éliminé au premier tour au triple saut                                                                        | Député au Parlement grec de 1961 à 1963.                                                              | Membre actif de la Résistance grecque à l'Occupation germano-italienne pendant la Seconde Guerre mondiale. Grigóris Lambrákis est assassiné en 1963 par deux hommes d'extrême-droite. Son assassinat donne naissance au mouvement des Jeunesses Lambrakis, ainsi qu'au roman Z de Vassílis Vassilikós, portant sur le meurtre et adapté en film Z avec Yves Montand dans le rôle du député et médecin assassiné. |
| Sofía Sakoráfa      |              | Grèce                |       | SYRIZA                          | Athlétisme aux Jeux olympiques d'été de 1976 à Montréal : * éliminée en qualifications au lancer du javelot Athlétisme aux Jeux olympiques d'été de 1980 à Moscou : * éliminée en qualifications au lancer du javelot | Députée au Parlement européen de 2014 à 2019. Député au Parlement grec de 2012 à 2014 et depuis 2019. | |
| Sofía Sakoráfa      | Indépéndante | Grèce                |       |                                 | Athlétisme aux Jeux olympiques d'été de 1976 à Montréal : * éliminée en qualifications au lancer du javelot Athlétisme aux Jeux olympiques d'été de 1980 à Moscou : * éliminée en qualifications au lancer du javelot | Députée au Parlement européen de 2014 à 2019. Député au Parlement grec de 2012 à 2014 et depuis 2019. | |
| Sofía Sakoráfa      | MéRA25       | Grèce                |       |                                 | Athlétisme aux Jeux olympiques d'été de 1976 à Montréal : * éliminée en qualifications au lancer du javelot Athlétisme aux Jeux olympiques d'été de 1980 à Moscou : * éliminée en qualifications au lancer du javelot | Députée au Parlement européen de 2014 à 2019. Député au Parlement grec de 2012 à 2014 et depuis 2019. | |

## Guinée
| Nom                   | Nom | Nationalité sportive | Parti | Parti                                    | Participation aux Jeux                                                                          | Mandats parlementaires                         | Remarques |
| --------------------- | --- | -------------------- | ----- | ---------------------------------------- | ----------------------------------------------------------------------------------------------- | ---------------------------------------------- | --- |
| Ousmane Gaoual Diallo |     | Guinée               |       | Union des forces démocratiques de Guinée | Lutte aux Jeux olympiques d'été de 1988 à Séoul : * 17e en lutte libre, catégorie poids mouches | Député à l'Assemblée nationale de 2013 à 2020. | Ministre de l’Urbanisme et de l’Habitat de 2021 à 2022. Porte-parole du gouvernement depuis 2021. Ministre des Postes, des Télécommunications et de l’Économie numérique depuis 2022. |

## Haïti
| Nom                     | Nom | Nationalité sportive | Parti | Parti                                                    | Participation aux Jeux                                                                                              | Mandats parlementaires                                                                           | Remarques |
| ----------------------- | --- | -------------------- | ----- | -------------------------------------------------------- | --- | ------------------------------------------------------------------------------------------------ | --------- |
| Alphonse Henriquez (en) |     | Haïti                |       | sans étiquette mais proche du Parti socialiste populaire | Compétitions artistiques aux Jeux olympiques d'été de 1932 à Los Angeles : * non-classé à la compétition de musique | Membre du Sénat de la République de 1946 à 1950, et membre de l'Assemblée constituante de 1946,. |           |

## Hongrie
| Nom            | Nom | Nationalité sportive | Parti | Parti                           | Participation aux Jeux | Mandats parlementaires                                           | Remarques |
| -------------- | --- | -------------------- | ----- | ------------------------------- | --- | ---------------------------------------------------------------- | --------- |
| Dezső Gyarmati |     | Hongrie              |       | Forum démocrate hongrois        | Water-polo aux Jeux olympiques d'été de 1948 à Londres : * Médaille d'argent Water-polo aux Jeux olympiques d'été de 1952 à Helsinki : * Médaille d'or Water-polo aux Jeux olympiques d'été de 1956 à Melbourne : * Médaille d'or Water-polo aux Jeux olympiques d'été de 1960 à Rome : * Médaille de bronze Water-polo aux Jeux olympiques d'été de 1964 à Tokyo : * Médaille d'or | Député à l'Assemblée nationale de 1990 à 1994,.                  |           |
| József Bozsik  |     | Hongrie              |       | Parti des travailleurs hongrois | Football aux Jeux olympiques d'été de 1952 à Helsinki : * Médaille d'or | Député à l'Assemblée nationale de 1950 à 1953 et de 1953 à 1957. |           |

## Inde
| Nom                | Nom | Nationalité sportive | Parti | Parti                              | Participation aux Jeux | Mandats parlementaires               | Remarques                          |
| ------------------ | --- | -------------------- | ----- | ---------------------------------- | --- | ------------------------------------ | ---------------------------------- |
| Karni Singh (en)   |     | Inde                 |       | sans étiquette                     | Tir aux Jeux olympiques d'été de 1960 à Rome : * 8e à la fosse olympique Tir aux Jeux olympiques d'été de 1964 à Tokyo : * 26e à la fosse olympique Tir aux Jeux olympiques d'été de 1968 à Mexico : * 10e à la fosse olympique * 28e au skeet Tir aux Jeux olympiques d'été de 1972 à Munich : * 34e à la fosse olympique * 38e au skeet Tir aux Jeux olympiques d'été de 1980 à Moscou : * 14e à la fosse olympique | Député au Lok Sabha de 1952 à 1977.  | 24e et dernier maharaj de Bikaner. |
| Jyotirmoyee Sikdar |     | Inde                 |       | Parti communiste d'Inde (marxiste) | Athlétisme aux Jeux olympiques d'été de 1996 à Atlanta : * disqualifiée aux séries au relais 4x400 m | Députée au Lok Sabha de 2003 à 2009. |                                    |

## Iran
| Nom             | Nom | Nationalité sportive | Parti | Parti | Participation aux Jeux | Mandats parlementaires                                            | Remarques |
| --------------- | --- | -------------------- | ----- | ----- | --- | ----------------------------------------------------------------- | --------- |
| Emam-Ali Habibi |     | Iran                 |       |       | Lutte aux Jeux olympiques d'été de 1956 à Melbourne : · * Médaille en lutte libre, poids légers · Lutte aux Jeux olympiques d'été de 1960 à Rome : · * 4e en lutte libre, poids welters | Membre de l'Assemblée nationale consultative (en) de 1963 à 1967. |           |

## Irlande
| Nom                    | Nom | Nationalité sportive | Parti | Parti               | Participation aux Jeux | Mandats parlementaires                    | Remarques |
| ---------------------- | --- | -------------------- | ----- | ------------------- | --- | ----------------------------------------- | --------- |
| Oliver St John Gogarty |     | Irlande              |       | Cumann na nGaedheal | Compétitions artistiques aux Jeux olympiques d'été de 1924 à Paris : * Médaille de bronze en littérature (non-comptabilisée par le C.I.O. aujourd'hui)                                                                                  | Membre du Sénat d'Irlande de 1922 à 1936. |           |
| Eamonn Coghlan         |     | Irlande              |       | Fine Gael           | Athlétisme aux Jeux olympiques d'été de 1976 à Montréal : * 4e sur 1 500 m Athlétisme aux Jeux olympiques d'été de 1980 à Moscou : * 4e sur 5 000 m Athlétisme aux Jeux olympiques d'été de 1988 à Séoul : * demi-finaliste sur 5 000 m | Membre du Sénat d'Irlande de 2011 à 2016. |           |

## Italie
| Nom                  | Nom | Nationalité sportive | Parti | Parti                    | Participation aux Jeux | Mandats parlementaires                                                                             | Remarques |
| -------------------- | --- | -------------------- | ----- | ------------------------ | --- | -------------------------------------------------------------------------------------------------- | --------- |
| Amedeo D'Albora (en) |     | Italie               |       | Mouvement social italien | Compétitions artistiques aux Jeux olympiques d'été de 1936 à Berlin : * non-classé, à la compétition d'architecture | Membre du Sénat de la République de 1958 à 1963.                                                   |           |
| Paolo Barelli        |     | Italie               |       | Forza Italia             | Natation aux Jeux olympiques d'été de 1972 à Munich : * premier tour au relais 4x100 m nage libre Natation aux Jeux olympiques d'été de 1976 à Montréal : * premier tour au 100 m nage papillon * 7e au relais 4x100 m 4 nages * 8e au relais 4x200 m 4 nages | Membre du Sénat de la République de 2001 à 2013, puis député à la Chambre des députés depuis 2018. |           |
| Pietro Mennea        |     | Italie               |       | Les Démocrates           | Athlétisme aux Jeux olympiques d'été de 1972 à Munich : * Médaille de bronze au 200 m * 8e au relai 4x100 m Athlétisme aux Jeux olympiques d'été de 1976 à Montréal : * 4e au 200 m * 6e au relai 4x100 m Athlétisme aux Jeux olympiques d'été de 1980 à Moscou : * éliminé aux séries au 100 m * Médaille d'or au 200 m * Médaille de bronze au relai 4x100 m Athlétisme aux Jeux olympiques d'été de 1984 à Los Angeles : * 7e au 200 m * 4e au relai 4x100 m * 5e au relai 4x400 m Athlétisme aux Jeux olympiques d'été de 1988 à Séoul : * éliminé aux séries au 200 m | Député au Parlement européen de 1999 à 2004.                                                       |           |

## Japon

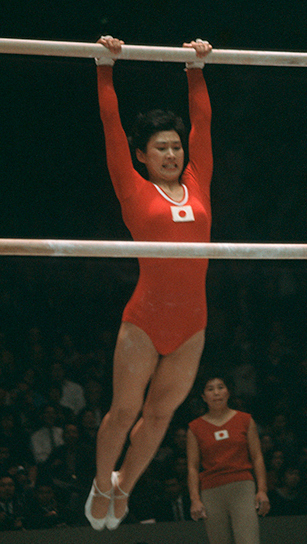
La gymnaste et future parlementaire Kiyoko Ono aux Jeux de 1964 à Tokyo.

Treize athlètes japonais ayant concouru aux Jeux olympiques ou paralympiques sont devenus membres du Parlement du Japon. Six sont médaillés olympiques, dont deux champions : Kenji Ogiwara en combiné nordique dans les années 1990 et Ryōko Tani en judo dans les années 2000.
Katsuo Okazaki, ministre des Affaires étrangères de 1952 à 1954, a couru le 5 000 m aux Jeux olympiques d'été de 1924 à Paris. Et Tarō Asō, brièvement Premier ministre du Japon de 2008 à 2009, a concouru à une épreuve de tir sportif aux Jeux olympiques d'été de 1976 à Montréal.
La liste complète est consultable via le lien ci-dessus.

## Kazakhstan
| Nom                     | Nom | Nationalité sportive                     | Parti | Parti                                         | Participation aux Jeux | Mandats parlementaires            | Remarques |
| ----------------------- | --- | ---------------------------------------- | ----- | --------------------------------------------- | --- | --------------------------------- | --------- |
| Daulet Turlykhanov (en) |     | URSS puis Équipe unifiée puis Kazakhstan |       | Union populaire de l'unité du Kazakhstan (en) | Lutte aux Jeux olympiques d'été de 1988 à Séoul : * Médaille d'argent en lutte greco-romaine, poids mi-moyen (74 kg) Lutte aux Jeux olympiques d'été de 1992 à Barcelone : * Médaille de bronze en lutte greco-romaine, poids moyen (82 kg) Lutte aux Jeux olympiques d'été de 1996 à Atlanta : * 4e en lutte greco-romaine, poids moyen (82 kg) | Député au Majilis de 1995 à 2004. |           |
| Serik Konakbayev        |     | URSS                                     |       | Nour-Otan                                     | Boxe aux Jeux olympiques d'été de 1980 à Moscou : * Médaille d'argent, catégorie poids super-légers | Député au Majilis de 1999 à 2012. |           |

## Kenya
| Nom               | Nom | Nationalité sportive | Parti | Parti                                          | Participation aux Jeux | Mandats parlementaires                          | Remarques                                                       |
| ----------------- | --- | -------------------- | ----- | ---------------------------------------------- | --- | ----------------------------------------------- | --------------------------------------------------------------- |
| John Harun Mwau   |     | Kenya                |       | Parti des candidats indépendants du Kenya (en) | Tir aux Jeux olympiques d'été de 1968 à Mexico : * 76e, pistolet à 50 m position couchée Tir aux Jeux olympiques d'été de 1972 à Munich : * 54e, pistolet libre à 50 m | Membre de l'Assemblée nationale de 2007 à 2013. | Candidat malheureux à l'élection présidentielle kényane de 1992 |
| Elijah Lagat (en) |     | Kenya                |       | Mouvement démocrate orange                     | Athlétisme aux Jeux olympiques d'été de 2000 à Sydney : * Au départ du marathon (ne finit pas la course)                                                               | Membre de l'Assemblée nationale de 2007 à 2017. |                                                                 |
| Wesley Korir      |     | Kenya                |       | indépendant                                    | Athlétisme aux Jeux olympiques d'été de 2016 à Rio de Janeiro : * Au départ du marathon (ne finit pas la course)                                                       | Membre de l'Assemblée nationale de 2013 à 2017. |                                                                 |

## Lettonie
| Nom                | Nom | Nationalité sportive | Parti | Parti                         | Participation aux Jeux | Mandats parlementaires             | Remarques |
| ------------------ | --- | -------------------- | ----- | ----------------------------- | --- | ---------------------------------- | --------- |
| Viktors Ščerbatihs |     | Lettonie             |       | Union des paysans de Lettonie | Haltérophilie aux Jeux olympiques d'été de 1996 à Atlanta : * 10e, catégorie + de 108 kg Haltérophilie aux Jeux olympiques d'été de 2000 à Sydney : * 6e, catégorie + de 105 kg Haltérophilie aux Jeux olympiques d'été de 2004 à Athènes : * Médaille d'argent, catégorie + de 105 kg Haltérophilie aux Jeux olympiques d'été de 2008 à Pékin : * Médaille de bronze, catégorie + de 105 kg | Député à la Saeima de 2006 à 2010. |           |

## Luxembourg
| Nom               | Nom | Nationalité sportive | Parti | Parti                                 | Participation aux Jeux | Mandats parlementaires                                          | Remarques |
| ----------------- | --- | -------------------- | ----- | ------------------------------------- | --- | --------------------------------------------------------------- | --------- |
| Nancy Kemp-Arendt |     | Luxembourg           |       | Parti populaire chrétien-social (CSV) | Natation aux Jeux olympiques d'été de 1988 à Séoul : * 29e au 100 m brasse * 31e au 200 m brasse Triathlon aux Jeux olympiques d'été de 2000 à Sydney : * 10e | Membre de la Chambre des députés de 1996 à 1999 et depuis 2003. |           |

## Maroc
| Nom                 | Nom | Nationalité sportive | Parti | Parti                                   | Participation aux Jeux                                                                      | Mandats parlementaires                              | Remarques                                            |
| ------------------- | --- | -------------------- | ----- | --------------------------------------- | ------------------------------------------------------------------------------------------- | --------------------------------------------------- | ---------------------------------------------------- |
| Nawal El Moutawakel |     | Maroc                |       | Rassemblement national des indépendants | Athlétisme aux Jeux olympiques d'été de 1984 à Los Angeles : * Médaille d'or au 400 m haies | Membre de la Chambre des représentants depuis 2016. | Ministre de la Jeunesse et des Sports de 2007 à 2009 |

## Mongolie
| Nom                          | Nom | Nationalité sportive                       | Parti | Parti                  | Participation aux Jeux | Mandats parlementaires                       | Remarques                                                |
| ---------------------------- | --- | ------------------------------------------ | ----- | ---------------------- | --- | -------------------------------------------- | -------------------------------------------------------- |
| Badmaanyambuugiin Bat-Erdene |     | République populaire mongole puis Mongolie |       | Parti du peuple mongol | Judo aux Jeux olympiques d'été de 1988 à Séoul : * second tour, catégorie poids lourd Judo aux Jeux olympiques d'été de 1992 à Barcelone : * second tour, catégorie poids lourd Judo aux Jeux olympiques d'été de 2000 à Sydney : * premier tour, catégorie poids lourd | Député au Grand Khoural d'État depuis 2004,. | Candidat malheureux à l'élection présidentielle de 2013. |

## Nauru
| Nom            | Nom | Nationalité sportive | Parti | Parti          | Participation aux Jeux | Mandats parlementaires                                      | Remarques |
| -------------- | --- | -------------------- | ----- | -------------- | --- | ----------------------------------------------------------- | --- |
| Marcus Stephen |     | Samoa puis Nauru     |       | sans étiquette | Haltérophilie aux Jeux olympiques d'été de 1992 à Barcelone : * 9e en catégorie poids plume (60 kg) Haltérophilie aux Jeux olympiques d'été de 1996 à Atlanta : * abandon en catégorie poids coq (59 kg) Haltérophilie aux Jeux olympiques d'été de 2000 à Sydney : * 11e en catégorie poids plume (62 kg) | Député au Parlement de Nauru de 2003 à 2016 et depuis 2019. | Intégré à la délégation samoane pour les Jeux de 1992 car Nauru n'a pas encore de comité national olympique à cette date. Ministre de l'Éducation et des Finances de Nauru de 2003 à 2004. Président de la République de Nauru de 2007 à 2011. |

## Norvège
| Nom              | Nom | Nationalité sportive | Parti | Parti              | Participation aux Jeux                                                                                  | Mandats parlementaires             | Remarques |
| ---------------- | --- | -------------------- | ----- | ------------------ | --- | ---------------------------------- | --------- |
| Gunnar Gundersen |     | Norvège              |       | Parti conservateur | Natation aux Jeux olympiques d'été de 1976 à Montréal : * éliminé aux séries au 400 m medley individuel | Député au Storting de 2005 à 2017. |           |

## Ouganda
| Nom          | Nom | Nationalité sportive | Parti | Parti                       | Participation aux Jeux | Mandats parlementaires                           | Remarques |
| ------------ | --- | -------------------- | ----- | --------------------------- | --- | ------------------------------------------------ | --- |
| Aggrey Awori |     | Ouganda              |       | Congrès du peuple ougandais | Athlétisme aux Jeux olympiques d'été de 1960 à Rome : * éliminé en séries du 100 m, du 110 m haies et du relais 4 x 100 m Athlétisme aux Jeux olympiques d'été de 1964 à Tokyo : * éliminé en séries du 200 m, du 110 m haies et du relais 4 x 100 m | Membre du Parlement de l'Ouganda de 2001 à 2006. | Ministre de l'Information et des Communications de 2009 à 2011. Candidat malheureux à l'élection présidentielle ougandaise de 2001 |

## Pays-Bas
| Nom                  | Nom | Nationalité sportive   | Parti | Parti                                            | Participation aux Jeux | Mandats parlementaires                                                            | Remarques                                                      |
| -------------------- | --- | ---------------------- | ----- | ------------------------------------------------ | --- | --------------------------------------------------------------------------------- | -------------------------------------------------------------- |
| Rudolph van Pallandt |     | Pays-Bas               |       | Union chrétienne historique                      | Tir aux Jeux olympiques d'été de 1908 à Londres : * non-classé à la fosse olympique * 4e au tir aux pigeons d'argile par équipes | Membre de la Première Chambre des États généraux de 1910 à 1913.                  |                                                                |
| Erica Terpstra       |     | Pays-Bas               |       | Parti populaire pour la liberté et la démocratie | Natation aux Jeux olympiques d'été de 1960 à Rome : * 6e au 100 m nage libre * 4e au relai medley 4x100 m Natation aux Jeux olympiques d'été de 1964 à Tokyo : * 4e au 100 m nage libre * Médaille d'argent au relai medley 4x100 m * Médaille de bronze au relai nage libre 4x100 m | Membre de la Seconde Chambre des États généraux de 1977 à 1994 et de 1998 à 2003. | Ministre de la Santé, du Bien-Être et du Sport de 1994 à 1998. |
| Mieke Sterk          |     | Pays-Bas               |       | Parti travailliste                               | Athlétisme aux Jeux olympiques d'été de 1968 à Mexico : * éliminée aux séries au 200 m * 4e au relais 4x100 m | Membre de la Seconde Chambre des États généraux de 1994 à 1998.                   |                                                                |
| James Sharpe         |     | Antilles néerlandaises |       | Parti pour la liberté                            | Athlétisme aux Jeux olympiques d'été de 1992 à Barcelone : * éliminé aux séries au 110 m haie | Membre de la Seconde Chambre des États généraux de juin à novembre 2010.          |                                                                |

## Pérou
| Nom           | Nom | Nationalité sportive | Parti | Parti                       | Participation aux Jeux                                                | Mandats parlementaires                              | Remarques |
| ------------- | --- | -------------------- | ----- | --------------------------- | --------------------------------------------------------------------- | --------------------------------------------------- | --------- |
| Cenaida Uribe |     | Pérou                |       | Parti nationaliste péruvien | Volley-ball aux Jeux olympiques de 1988 à Séoul : * Médaille d'argent | Députée au Congrès de la République de 2006 à 2016. |           |

## Philippines
| Nom             | Nom | Nationalité sportive | Parti | Parti          | Participation aux Jeux                                          | Mandats parlementaires                          | Remarques |
| --------------- | --- | -------------------- | ----- | -------------- | --------------------------------------------------------------- | ----------------------------------------------- | --------- |
| Robert Jaworski |     | Philippines          |       | sans étiquette | Basketball aux Jeux olympiques d'hiver de 1968 à Mexico : * 13e | Membre du Sénat des Philippines de 1998 à 2004. |           |

## Pologne
| Nom                    | Nom | Nationalité sportive | Parti | Parti                         | Participation aux Jeux | Mandats parlementaires                        | Remarques |
| ---------------------- | --- | -------------------- | ----- | ----------------------------- | --- | --------------------------------------------- | --------- |
| Zbigniew Pietrzykowski |     | Pologne              |       | Bloc pour la Pologne (pl)     | Boxe aux Jeux olympiques d'été de 1956 à Melbourne : * Médaille de bronze, poids super-welters (71 kg) Boxe aux Jeux olympiques d'été de 1960 à Rome : * Médaille d'argent, poids mi-lourds (81 kg) Boxe aux Jeux olympiques d'été de 1964 à Tokyo : * Médaille de bronze, poids mi-lourds | Membre de la Diète de Pologne de 1993 à 1997. |           |
| Adam Brodecki          |     | Pologne              |       | Parti ouvrier unifié polonais | Patinage artistique aux Jeux olympiques d'hiver de 1972 à Sapporo : * 11e en couple | Membre de la Diète de Pologne de 1989 à 1991. |           |

## Rhodésie
| Nom               | Nom | Nationalité sportive | Parti | Parti                  | Participation aux Jeux | Mandats parlementaires                                  | Remarques |
| ----------------- | --- | -------------------- | ----- | ---------------------- | --- | ------------------------------------------------------- | --------- |
| David Butler (en) |     | Rhodésie             |       | Parti fédéral uni (en) | Voile aux Jeux olympiques d'été de 1960 à Rome : * 4e en Flying Dutchman Voile aux Jeux olympiques d'été de 1964 à Tokyo : * 11e en Flying Dutchman | Membre de l' Assemblée législative (en) de 1962 à 1965. |           |

## Royaume-Uni

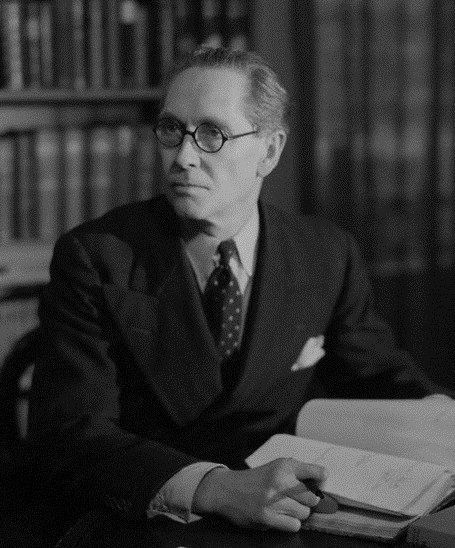
Philip Noel-Baker.

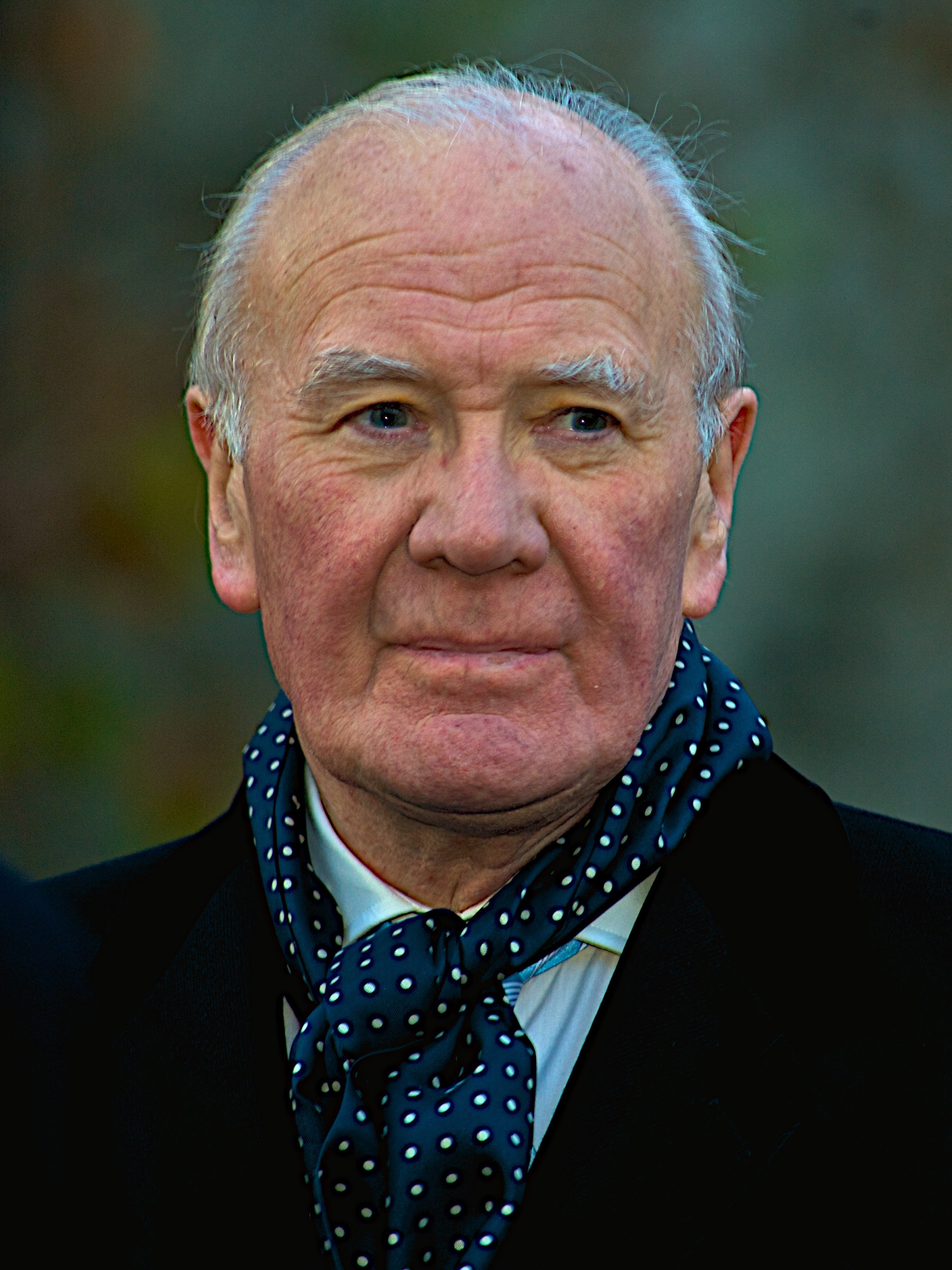
Menzies Campbell.

Trente athlètes britanniques ayant concouru aux Jeux olympiques ou paralympiques sont devenus membres du Parlement du Royaume-Uni, davantage que dans tout autre pays. Vingt sont médaillés, dont dix champions. La liste complète est consultable via le lien ci-dessus. Parmi les plus célèbres sont :
- Philip Noel-Baker, seule personne à être à la fois médaillée olympique et prix Nobel de la paix. Concourant en athlétisme aux Jeux d'été de 1912, de 1920 et de 1924, il remporte la médaille d'argent sur 1 500 mètres aux Jeux de 1920 à Anvers. Membre du Parti travailliste, il est député à la Chambre des communes de 1929 à 1931 et de 1936 à 1959, secrétaire d'État aux relations avec le Commonwealth de 1947 à 1950, et membre de la Chambre des lords de 1977 jusqu'à sa mort en 1982. Il est le récipiendaire du prix Nobel de la paix de 1959 pour ses efforts en faveur du désarmement.
- Menzies Campbell, sprinteur aux Jeux olympiques d'été de 1964 à Tokyo, est détenteur du record britannique sur 100 m de 1967 à 1974. Chef des Libéraux-démocrates de 2006 à 2007, il est député à la Chambre des communes de 1987 à 2015 et, depuis, membre de la Chambre des lords.
- Sebastian Coe, double champion olympique sur 1 500 mètres aux Jeux de 1980 à Moscou et de 1984 à Los Angeles, est l'organisateur des Jeux olympiques d'été de 2012 à Londres, président de l'Association internationale des fédérations d'athlétisme, et membre conservateur de la Chambre des lords depuis 2000.
- Tanni Grey-Thompson est la première célébrité paralympique britannique. Concourant à cinq éditions des Jeux paralympiques d'été, de 1988 à 2004, elle remporte en athlétisme onze médailles d'or, quatre d'argent et une de bronze. Elle devient membre sans étiquette de la Chambre des lords en 2010.

## Russie
| Nom                  | Nom | Nationalité sportive                                   | Parti | Parti       | Participation aux Jeux | Mandats parlementaires                            | Remarques |
| -------------------- | --- | ------------------------------------------------------ | ----- | ----------- | --- | ------------------------------------------------- | --------- |
| Arsen Fadzayev       |     | URSS, puis Équipe unifiée puis Ouzbékistan             |       | Russie unie | Lutte aux Jeux olympiques d'été de 1988 à Séoul : * Médaille d'or en lutte libre, catégorie 68 kg Lutte aux Jeux olympiques d'été de 1992 à Barcelone : * Médaille d'or en lutte libre, catégorie 68 kg Lutte aux Jeux olympiques d'été de 1996 à Atlanta : * 13e en lutte libre, catégorie 68 kg | Député à la Douma d'État (Russie) de 2003 à 2011. |           |
| Aleksandr Kareline   |     | URSS, puis Équipe unifiée puis Russie                  |       | Russie unie | Lutte aux Jeux olympiques d'été de 1988 à Séoul : * Médaille d'or en lutte gréco-romaine, catégorie 130 kg (super-lourds) Lutte aux Jeux olympiques d'été de 1992 à Barcelone : * Médaille d'or en lutte gréco-romaine, catégorie 130 kg Lutte aux Jeux olympiques d'été de 1996 à Atlanta : * Médaille d'or en lutte gréco-romaine, catégorie 130 kg Lutte aux Jeux olympiques d'été de 2000 à Sydney : * Médaille d'argent en lutte gréco-romaine, catégorie 130 kg | Député à la Douma d'État de 1999 à 2016.          |           |
| Makharbek Khadartsev |     | URSS, puis Équipe unifiée puis Russie puis Ouzbékistan |       | Russie unie | Lutte aux Jeux olympiques d'été de 1988 à Séoul : * Médaille d'or en lutte libre, catégorie 90 kg (mi-lourds) Lutte aux Jeux olympiques d'été de 1992 à Barcelone : * Médaille d'or en lutte libre, catégorie mi-lourds Lutte aux Jeux olympiques d'été de 1996 à Atlanta : * Médaille d'argent en lutte libre, catégorie mi-lourds Lutte aux Jeux olympiques d'été de 2000 à Sydney : * 14e en lutte libre, catégorie mi-lourds | Député à la Douma d'État de 2011 à 2016.          |           |
| Svetlana Jourova     |     | Russie                                                 |       | Russie unie | Patinage de vitesse aux Jeux olympiques d'hiver de 1994 à Lillehammer : * 7e au 500 m * 24e au 1 000 m Patinage de vitesse aux Jeux olympiques d'hiver de 1998 à Nagano : * 9e au 500 m * 12e au 1 000 m Patinage de vitesse aux Jeux olympiques d'hiver de 2002 à Salt Lake City : * 7e au 500 m * 11e au 1 000 m Patinage de vitesse aux Jeux olympiques d'hiver de 2006 à Turin : * Médaille d'or au 500 m * 7e au 1 000 m | Députée à la Douma d'État depuis 2007,.           |           |
| Mikhaïl Terentiev    |     | Russie                                                 |       | Russie unie | Ski nordique aux Jeux paralympiques d'hiver de 1994 à Lillehammer : * 12e au ski de fond 5 km * 8e au ski de fond 7,5 km * 9e au ski de fond 10 km * 9e au ski de fond 15 km * 9e au ski de fond relai 3x2,5 km Ski nordique aux Jeux paralympiques d'hiver de 1998 à Nagano : * 4e au ski de fond 5 km * Médaille de bronze au ski de fond 7,5 km * Médaille d'argent au ski de fond 10 km * Médaille d'argent au ski de fond 15 km * 4e au ski de fond relai 3x2,5 km Athlétisme aux Jeux paralympiques d'été de 2000 à Sydney : * 5e au 100 m * 5e au 200 m * éliminé aux séries au 400 m * éliminé aux séries au 800 m * éliminé aux séries au 5 000 m * éliminé aux séries au relai 4x100 m * disqualifié aux séries au 4x400 m * 33e au marathon Ski nordique aux Jeux paralympiques d'hiver de 2002 à Salt Lake City : * Médaille d'argent au ski de fond 5 km * 13e au ski de fond 7,5 km * Médaille d'or au ski de fond 10 km * Médaille d'argent au ski de fond 15 km Athlétisme aux Jeux paralympiques d'été de 2004 à Athènes : * 5e au 200 m * 5e au 400 m Ski nordique aux Jeux paralympiques d'hiver de 2006 à Turin : * 14e au ski de fond 5 km * 8e au ski de fond 7,5 km * 8e au ski de fond 10 km * Médaille de bronze au ski de fond 12,5 km * 9e au ski de fond 15 km | Député à la Douma d'État depuis 2016,.            |           |
| Svetlana Khorkina    |     | Russie                                                 |       | Russie unie | Gymnastique artistique aux Jeux olympiques d'été de 1996 à Atlanta : * 15e au concours général individuel * Médaille d'argent au concours général en équipe * éliminée au premier tour au sol * éliminée au premier tour au saut * Médaille d'or aux barres asymétriques * éliminée au premier tour à la poutre Gymnastique artistique aux Jeux olympiques d'été de 2000 à Sydney : * Médaille d'argent au concours général individuel * Médaille de bronze au concours général en équipe * éliminée au premier tout au sol * éliminée au premier tour au saut * 8e aux barres asymétriques * éliminée au premier tour à la poutre | Députée à la Douma d'État de 2007 à 2011.         |           |
| Alina Kabaeva        |     | Russie                                                 |       | Russie unie | Gymnastique rythmique aux Jeux olympiques d'été de 2000 à Sydney : * Médaille de bronze à l'épreuve individuelle Gymnastique rythmique aux Jeux olympiques d'été de 2004 à Athènes : * Médaille d'or à l'épreuve individuelle | Députée à la Douma d'État de 2007 à 2014.         |           |

## Singapour
| Nom         | Nom | Nationalité sportive | Parti | Parti          | Participation aux Jeux | Mandats parlementaires                        | Remarques |
| ----------- | --- | -------------------- | ----- | -------------- | --- | --------------------------------------------- | --------- |
| Yip Pin Xiu |     | Singapour            |       | sans étiquette | Natation aux Jeux paralympiques d'été de 2008 à Pékin : * Médaille d'or au 50 m dos * Médaille d'argent au 50 m nage libre Natation aux Jeux paralympiques d'été de 2016 à Rio de Janeiro : * Médaille d'or au 100 m dos * Médaille d'or au 50 m dos | Membre du Parlement de Singapour depuis 2018. |           |

## Slovaquie
| Nom           | Nom | Nationalité sportive           | Parti | Parti                                                    | Participation aux Jeux | Mandats parlementaires                       | Remarques |
| ------------- | --- | ------------------------------ | ----- | -------------------------------------------------------- | --- | -------------------------------------------- | --------- |
| Peter Šťastný |     | Tchécoslovaquie puis Slovaquie |       | Union démocrate et chrétienne slovaque - Parti démocrate | Hockey sur glace aux Jeux olympiques d'hiver de 1980 à Lake Placid : * 5e Hockey sur glace aux Jeux olympiques d'hiver de 1994 à Lillehammer : * 6e | Député au Parlement européen de 2004 à 2014. |           |

## Suède
| Nom          | Nom | Nationalité sportive | Parti | Parti                | Participation aux Jeux | Mandats parlementaires                    | Remarques |
| ------------ | --- | -------------------- | ----- | -------------------- | --- | ----------------------------------------- | --------- |
| Rolf Rämgård |     | Suède                |       | Parti du centre      | Ski de fond aux Jeux olympiques d'hiver de 1960 à Squaw Valley : * 6e au 15 km * Médaille d'argent au 30 km * Médaille de bronze au 50 km | Député au Riksdag de 1974 à 1985.         |           |
| David Lega   |     | Suède                |       | Chrétiens-démocrates | Natation aux Jeux paralympiques d'été de 1996 à Atlanta : * 6e au 50 m dos * 7e au 50 m nage libre * 6e au 100 m nage libre Natation aux Jeux paralympiques d'été de 2000 à Sydney : * éliminé aux séries au 50 m dos * éliminé aux séries au 50 m nage libre * éliminé aux séries au 100 m nage libre. | Député au Parlement européen depuis 2019. |           |

## Suisse
| Nom             | Nom | Nationalité sportive | Parti | Parti                        | Participation aux Jeux | Mandats parlementaires                     | Remarques |
| --------------- | --- | -------------------- | ----- | ---------------------------- | --- | ------------------------------------------ | --------- |
| Werner Vetterli |     | Suisse               |       | Union démocratique du centre | Pentathlon moderne aux Jeux olympiques d'été de 1952 à Helsinki : * 18e en individuel * 9e par équipe Pentathlon moderne aux Jeux olympiques d'été de 1960 à Rome : * 33e en individuel * 11e par équipe | Membre du Conseil national de 1991 à 1999. |           |

## Taïwan
| Nom               | Nom | Nationalité sportive         | Parti | Parti      | Participation aux Jeux | Mandats parlementaires                     | Remarques |
| ----------------- | --- | ---------------------------- | ----- | ---------- | --- | ------------------------------------------ | --------- |
| Chi Cheng         |     | République de Chine (Taiwan) |       | Kuomintang | Athlétisme aux Jeux olympiques d'été de 1960 à Rome : * éliminée aux séries au 80 m haies Athlétisme aux Jeux olympiques d'été de 1964 à Tokyo : * éliminée en séries au 80 m haies * éliminée au premier tour au saut en longueur * 17e au pentathlon Athlétisme aux Jeux olympiques d'été de 1968 à Mexico : * 7e au 100 m * Médaille de bronze au 80 m haies * éliminée aux séries au relai 4x100 m | Députée au Yuan législatif de 1980 à 1989. |           |
| Huang Chih-hsiung |     | Taipei chinois               |       | Kuomintang | Taekwondo aux Jeux olympiques d'été de 2000 à Sydney : * Médaille de bronze, catégorie poids mouche (58 kg) Taekwondo aux Jeux olympiques d'été de 2004 à Athènes : * Médaille d'argent, catégorie poids plume (68 kg) | Député au Yuan législatif de 2008 à 2016.  |           |

## Tchécoslovaquie
Remarque : Pour les athlètes ayant représenté la Tchécoslovaquie aux Jeux olympiques puis étant devenus membres du parlement tchèque ou slovaque après la dissolution de la Tchécoslovaquie, voir sous : République tchèque, et Slovaquie.
| Nom           | Nom | Nationalité sportive | Parti | Parti                           | Participation aux Jeux                                                                                          | Mandats parlementaires                          | Remarques |
| ------------- | --- | -------------------- | ----- | ------------------------------- | --- | ----------------------------------------------- | --------- |
| Václav Dobiáš |     | Tchécoslovaquie      |       | Parti communiste tchécoslovaque | Compétitions artistiques aux Jeux olympiques d'été de 1948 à Londres : * non-classé à la compétition de musique | Député à l'Assemblée nationale (en) de 1960 à ? |           |

## République tchèque
| Nom         | Nom | Nationalité sportive                    | Parti | Parti                          | Participation aux Jeux | Mandats parlementaires                                                    | Remarques |
| ----------- | --- | --------------------------------------- | ----- | ------------------------------ | --- | ------------------------------------------------------------------------- | --------- |
| Pavel Ploc  |     | Tchécoslovaquie                         |       | Parti social-démocrate tchèque | Saut à ski aux Jeux olympiques d'hiver de 1984 à Sarajevo : * 14e au petit tremplin * Médaille de bronze au grand tremplin Saut à ski aux Jeux olympiques d'hiver de 1988 à Calgary : * Médaille d'argent au petit tremplin * 5e au grand tremplin * 4e au grand tremplin par équipe | Membre de la Chambre des députés de la République tchèque de 2006 à 2017. |           |
| Jozef Regec |     | Tchécoslovaquie                         |       | Parti social-démocrate tchèque | Cyclisme aux Jeux olympiques d'été de 1988 à Séoul : * 10e à l'épreuve de course en ligne sur route * 8e au 100 km contre-la-montre par équipe | Membre du Sénat de la République tchèque de 2010 à 2016.                  |           |
| Jiří Šlégr  |     | Tchécoslovaquie puis République tchèque |       | Parti social-démocrate tchèque | Hockey sur glace aux Jeux olympiques d'hiver de 1992 à Albertville : * Médaille de bronze Hockey sur glace aux Jeux olympiques d'hiver de 1998 à Nagano : * Médaille d'or | Membre de la Chambre des députés de la République tchèque de 2010 à 2013. |           |

## Thaïlande
| Nom             | Nom | Nationalité sportive | Parti | Parti           | Participation aux Jeux                                                                            | Mandats parlementaires                                 | Remarques |
| --------------- | --- | -------------------- | ----- | --------------- | ------------------------------------------------------------------------------------------------- | ------------------------------------------------------ | --------- |
| Payao Poontarat |     | Thaïlande            |       | Parti démocrate | Boxe aux Jeux olympiques d'été de 1976 à Montréal : * Médaille de bronze, poids mi-mouche (46 kg) | Membre de la Chambre des représentants de 2001 à 2006. |           |

## Turquie
| Nom              | Nom | Nationalité sportive | Parti | Parti                                   | Participation aux Jeux | Mandats parlementaires                                             | Remarques |
| ---------------- | --- | -------------------- | ----- | --------------------------------------- | --- | ------------------------------------------------------------------ | --------- |
| Mehmet Ali Aybar |     | Turquie              |       | Parti des travailleurs de Turquie       | Athlétisme aux Jeux olympiques d'été de 1928 à Amsterdam : * Éliminé au premier tour à l'épreuve du 100 m | Membre de la Grande Assemblée nationale de Turquie de 1965 à, ?    |           |
| Hamza Yerlikaya  |     | Turquie              |       | Parti de la justice et du développement | Lutte aux Jeux olympiques d'été de 1996 à Atlanta : * Médaille d'or en moins de 82 kg Lutte aux Jeux olympiques d'été de 2000 à Sydney : * Médaille d'or en moins de 85 kg Lutte aux Jeux olympiques d'été de 2004 à Athènes : * 4e en moins de 84 kg | Membre de la Grande Assemblée nationale de Turquie de 2007 à 2011. |           |

## Ukraine
| Nom              | Nom | Nationalité sportive          | Parti | Parti                           | Participation aux Jeux | Mandats parlementaires                     | Remarques |
| ---------------- | --- | ----------------------------- | ----- | ------------------------------- | --- | ------------------------------------------ | --------- |
| Oleg Blokhine    |     | URSS                          |       | Hromada                         | Football aux Jeux olympiques d'été de 1972 à Munich : * Médaille de bronze Football aux Jeux olympiques d'été de 1976 à Montréal : * Médaille de bronze | Député à la Rada d'Ukraine de 1998 à 2006. |           |
| Valeriy Borzov   |     | URSS                          |       | Union panukrainienne « Patrie » | Athlétisme aux Jeux olympiques d'été de 1972 à Munich : * Médaille d'or au 100 m * Médaille d'or au 200 m * Médaille d'argent au relais 4x100 m Athlétisme aux Jeux olympiques d'été de 1976 à Montréal : * Médaille de bronze au 100 m * Médaille de bronze au relais 4x100 m | Député à la Rada d'Ukraine de 1998 à 2006. |           |
| Viktor Savchenko |     | URSS                          |       | sans étiquette                  | Boxe aux Jeux olympiques d'été de 1976 à Montréal : * Médaille de bronze, poids super-welter Boxe aux Jeux olympiques d'été de 1980 à Moscou : * Médaille d'argent, poids moyen | Député à la Rada d'Ukraine de 1994 à 1998. |           |
| Sergueï Bubka    |     | URSS, Équipe unifiée, Ukraine |       | Pour l'Ukraine unie !           | Athlétisme aux Jeux olympiques d'été de 1988 à Séoul : * Médaille d'or au saut à la perche Athlétisme aux Jeux olympiques d'été de 1992 à Barcelone : * Éliminé en qualifications au saut à la perche Athlétisme aux Jeux olympiques d'été de 1996 à Atlanta : * Éliminé en qualifications au saut à la perche                                                                         | Député à la Rada d'Ukraine de 2002 à 2006  |           |
| Zhan Beleniuk    |     | Ukraine                       |       | Serviteur du peuple             | Lutte aux Jeux olympiques d'été de 2016 à Rio de Janeiro : * Médaille d'argent dans la catégorie des moins de 85 kg Lutte aux Jeux olympiques d'été de 2020 à Tokyo : * Médaille d'or dans la catégorie des moins de 87 kg | Député à la Rada d'Ukraine depuis 2019     |           |
| Olha Saladukha   |     | Ukraine                       |       | Serviteur du peuple             | Athlétisme aux Jeux olympiques d'été de 2008 à Pékin : * 7e au triple saut Athlétisme aux Jeux olympiques d'été de 2012 à Londres : * Médaille de bronze au triple saut Athlétisme aux Jeux olympiques d'été de 2016 à Rio de Janeiro : * Éliminée en qualifications au triple saut Athlétisme aux Jeux olympiques d'été de 2020 à Tokyo : * Éliminée en qualifications au triple saut | Députée à la Rada d'Ukraine depuis 2019    |           |

## Union soviétique
Remarque : De nombreux athlètes soviétiques sont devenus ensuite membres de parlements de pays résultants de la chute de l'URSS. Ils sont indiqués sous le nom du pays en question : Biélorussie, Estonie, Géorgie, Kazakhstan, Russie, Ukraine. Un seul athlète olympique soviétique est devenu membre du Parlement de l'URSS :
| Nom            | Nom | Nationalité sportive | Parti | Parti       | Participation aux Jeux | Mandats parlementaires                                                      | Remarques |
| -------------- | --- | -------------------- | ----- | ----------- | --- | --------------------------------------------------------------------------- | --------- |
| Anatoli Firsov |     | URSS                 |       | indépendant | Hockey sur glace aux Jeux olympiques d'hiver de 1964 à Innsbruck : * Médaille d'or Hockey sur glace aux Jeux olympiques d'hiver de 1968 à Grenoble : * Médaille d'or Hockey sur glace aux Jeux olympiques d'hiver de 1972 à Sapporo : * Médaille d'or | Député au Congrès des députés du peuple d'Union soviétique de 1989 à 1991,. |           |

## Uruguay
| Nom          | Nom | Nationalité sportive | Parti | Parti   | Participation aux Jeux                                                                                                | Mandats parlementaires                                           | Remarques |
| ------------ | --- | -------------------- | ----- | ------- | --- | ---------------------------------------------------------------- | --------- |
| Pedro Figari |     | Uruguay              |       | inconnu | Compétitions artistiques aux Jeux olympiques d'été de 1932 à Los Angeles : * non-classé, à la compétition de peinture | Membre de la Chambre des représentants de l'Uruguay de 1896 à, ? |           |

## Zimbabwe
Voir Rhodésie ci-dessus.